# دهستان خبر (بافت)
دهستان خبر (بافت) یکی از دهستان‌های شهرستان بافت در استان کرمان ایران است که در بخش خبر قرار دارد.

## جمعیت
براساس سرشماری مرکز آمار ایران در سال ۱۳۹۵، جمعیت دهستان خبر (بافت) ۶۲۸۲ نفر (در ۲۰۱۳ خانوار) بوده‌است.